# Тьомкинський район
Тьомкинський район (рос. Тёмкинский район) — адміністративна одиниця Смоленської області Російської Федерації.
Адміністративний центр — село Тьомкино.

## Географія
Територіально район межує: на півночі з Гагарінським, на заході з Вяземським, на південному заході з Угранським районами Смоленської області . На півдні, південному сході і сході межує з Калузької областю, на північному сході з Московською областю. Площа району - 1324,25 км².
Північ і північний схід району розташований на Гжатсько-Протвинській височині, південна частина на Угранській низині.

## Адміністративний поділ
До складу району входять 10 сільських поселень:
| Муніципальне утворення          | Чисельність населення, ос. | Площа, км² | Адміністративний центр |
| ------------------------------- | -------------------------- | ---------- | ---------------------- |
| Аносовське сільське поселення   | 0,331 тис.                 | 108,31     | село Наритка           |
| Батюшковське сільське поселення | 0,433 тис.                 | 123,7      | село Бекріно           |
| Васильєвське сільське поселення | 0,348 тис.                 | 116,09     | село Васильєвське      |
| Вязищенське сільське поселення  | 0,379 тис.                 | 191,67     | село Замицьке          |
| Долматовське сільське поселення | 0,422 тис.                 | 175,37     | село Горки             |
| Кікінське сільське поселення    | 0,374 тис.                 | 123,75     | село Кікіно            |
| Медведєвське сільське поселення | 0,623 тис.                 | 177,78     | село Власово           |
| Павловське сільське поселення   | 1,005 тис.                 | 180,75     | село Булгаково         |
| Селенське сільське поселення    | 0,341 тис.                 | 109,84     | село Селенки           |
| Тьомкинське сільське поселення  | 2,692 тис.                 | 5,73       | село Тьомкино          |